# Теджано
Теджано (итал. Teggiano) — коммуна в Италии, располагается в регионе Кампания, в провинции Салерно.
Население составляет 8139 человек (на 2005 г.), плотность населения составляет 133 чел./км². Занимает площадь 61 км². Почтовый индекс — 84039. Телефонный код — 0975.
Покровителем коммуны почитается святой мученик Лаверий, празднование 17 ноября, а также San Cono, venerato a Diano, праздник ежегодно празднуется 3 июня.

## Города-побратимы
- Сан-Мауро-Пасколи, Италия, с 1971 г.
- Толедо, Испания